# Пекло в місті
«Пекло в місті» (італ. Nella città l'inferno) — італійський драматичний фільм 1959 року режисера Ренато Кастеллані. Фільм здобув ряд призів на міжнародних кінофестивалях.

## Сюжет
Молода і наївна провінційна служниця Ліна (Джульєтта Мазіна), несправедливо звинувачена і засуджена за крадіжку, вчинену в будинку її хазяїв, перебуває у в'язниці. Ув'язнена повія Егле (Анна Маньяні), загартована життям і тюрмою, слухаючи розповідь Ліни, розуміє, що хлопець на прізвисько Антоніо Зампа (Альберто Сорді) зловживав довірливістю Ліни, розмовляючи з нею про одруження, щоб легше отримати інформацію про її хазяїв. Егле дізнається, що знаменитий Антоніо одружений і є батьком сім'ї і вже обдурив багатьох. Зібравши докази провини Антоніо, Егле добивається звільнення Ліни і відкриває їй очі на перипетії цього світу.

## Ролі виконують
- Анна Маньяні — Егле
- Джульєтта Мазіна — Ліна
- Крістіна Гайоні[it] — Мар'єтта Муньярі
- Аніта Дуранте[it] — Асунта
- Ренато Сальваторі — П'єро
- Саро Урці — маршал
- Альберто Сорді — Антоніо Зампа

## Нагороди
- 1959 Премія Давида ді Донателло[1]:
  - за найкращу головну жіночу роль — Анна Маньяні
- 1960 Премія «Срібна стрічка» Італійського національного синдикату кіножурналістів:
  - за найкращу жіночу роль другого плану[it] — Крістіна Гайоні[it]
- 1960: Премія «Золотий келих» (Італія):
  - Премія «Золотий келих» найкращій акторці[it] — Анна Маньяні
- 1961 Премія «Святий Юрій»:
  - найкраща акторка в іноземному фільмі — Анна Маньяні